# Südkoreanische Badmintonmeisterschaft 1992
Die Südkoreanische Badmintonmeisterschaft 1992 fand Ende Dezember 1992 in Seoul statt. Es war die 35. Austragung der nationalen Titelkämpfe  im Badminton Südkoreas.

## Medaillengewinner
| Disziplin    | Gold                           | Silber                      | Bronze                        |
| ------------ | ------------------------------ | --------------------------- | ----------------------------- |
| Herreneinzel | Lee Kwang-jin                  | Kim Hak-kyun                | Park Sung-woo                 |
| Herreneinzel | Lee Kwang-jin                  | Kim Hak-kyun                | Kim Dong-moon                 |
| Dameneinzel  | Bang Soo-hyun                  | Ra Kyung-min                | Kim Ji-hyun                   |
| Dameneinzel  | Bang Soo-hyun                  | Ra Kyung-min                | Shim Eun-jung                 |
| Herrendoppel | Kang Kyung-jin Yoon Seung-hyun | Kim Jae-hwan Ha Tae-kwon    | Kim Hyung-jin Lee Kyung-hyun  |
| Herrendoppel | Kang Kyung-jin Yoon Seung-hyun | Kim Jae-hwan Ha Tae-kwon    | Choi Ji-tae Kim Young-gil     |
| Damendoppel  | Chung So-young Kim Jae-jeong   | Kim Shin-young Jang Hye-ock | Kwon Eun-hee Lee Joo Hyun     |
| Damendoppel  | Chung So-young Kim Jae-jeong   | Kim Shin-young Jang Hye-ock | Bang Soo-hyun Shon Hye-joo    |
| Mixed        | Ha Tae-kwon Kim Shin-young     | Yoo Yong-sung Jang Hye-ock  | Jeong Hyun-seok Kim Moon-Hee  |
| Mixed        | Ha Tae-kwon Kim Shin-young     | Yoo Yong-sung Jang Hye-ock  | Baek Young-shik Shim Eun-jung |

## Finalergebnisse
| Disziplin    | Sieger                         | Finalist                     | Ergebnis         |
| ------------ | ------------------------------ | ---------------------------- | ---------------- |
| Herreneinzel | Lee Kwang-jin                  | Kim Hak-kyun                 | 15-9, 8-15, 15-5 |
| Dameneinzel  | Bang Soo-hyun                  | Ra Kyung-min                 | 11-2, 11-1       |
| Herrendoppel | Kang Kyung-jin Yoon Seung-hyun | Kim Jae-hwan Ha Tae-kwon     | 17-16, 15-4      |
| Damendoppel  | Chung So-young Kim Jae-jeong   | Kim Shin-young Jang Hye-ock  | 17-16, 15-10     |
| Mixed        | Chung So-young Kim Jae-hwan    | Kim Dong-moon Kim Shin-young | 17-15, 18-15     |